# Rivière Gosselin (rivière Nicolet)
Pour les articles homonymes, voir Rivière Gosselin et Gosselin.
La rivière Gosselin est un affluent de la rivière Nicolet, traversant les municipalités de Saint-Norbert-d'Arthabaska, Saint-Christophe-d'Arthabaska et de Victoriaville, dans la municipalité régionale de comté (MRC) de Arthabaska, dans la région administrative du Centre-du-Québec, au Québec, au Canada.
La rivière Gosselin coule parfois en zones agricoles, forestières et urbaines.

## Géographie
Les bassins versants voisins de la rivière Gosselin sont :
- côté nord : rivière Bulstrode, rivière l'Abbé, rivière Lachance ;
- côté est : ruisseau Gobeil ;
- côté sud : rivière Nicolet, ruisseau Roux, rivière Brooks ;
- côté ouest : rivière Nicolet.

La rivière Gosselin prend sa source d'un ruisseau de montage dans la municipalité de Saint-Christophe-d'Arthabaska.
À partir de sa tête, la rivière Gosselin coule sur 18,7 km selon les segments suivants :
- 8,0 km vers le nord, jusqu'à la confluence du ruisseau Houle ;
- 6,7 km vers le sud-ouest, jusqu'à la confluence de la rivière Lachance ;
- 3,5 km vers le sud-ouest, en traversant le secteur Arthabaska de la ville de Victoriaville, jusqu'à la route 116 ;
- 0,5 km vers le sud-ouest, jusqu'à sa confluence.

Note : Le cours de la rivière Gosselin contourne entièrement le mont Saint-Michel du côté nord.
L'embouchure de la rivière Gosselin se déverse sur la rive nord de la rivière Nicolet. Sa confluence est située dans la partie centre-sud de la ville de Victoriaville, du côté ouest de la route 116 et au nord de l'avenue Pie-X.

## Toponymie
Le toponyme rivière Gosselin a été officialisé le 5 décembre 1968 à la Banque des noms de lieux de la Commission de toponymie du Québec.